# 畑中 (名古屋市)
畑中（はたなか）は、愛知県名古屋市港区の地名。現行行政地名は畑中一丁目及び畑中二丁目。住居表示未実施地域。

## 地理
名古屋市港区西福田地区に位置する。

## 歴史

### 沿革
- 2015年（平成27年）11月21日 - 港区南陽町大字西福田字井戸・宮ノ切の各一部により同区畑中一丁目が、南陽町大字西福田字雁島・西野・渕の各一部により同区畑中二丁目がそれぞれ成立[1]。

## 世帯数と人口
2019年（平成31年）3月1日現在の世帯数と人口は以下の通りである。
| 丁目       | 世帯数  | 人口  |
| ---------- | ------- | ----- |
| 畑中一丁目 | 106世帯 | 231人 |
| 畑中二丁目 | 142世帯 | 325人 |
| 計         | 248世帯 | 556人 |

## 学区
市立小・中学校に通う場合、学校等は以下の通りとなる。また、公立高等学校に通う場合の学区は以下の通りとなる。
| 丁目       | 番・番地等 | 小学校                 | 中学校               | 高等学校 |
| ---------- | ---------- | ---------------------- | -------------------- | -------- |
| 畑中一丁目 | 全域       | 名古屋市立西福田小学校 | 名古屋市立南陽中学校 | 尾張学区 |
| 畑中二丁目 | 全域       | 名古屋市立西福田小学校 | 名古屋市立南陽中学校 | 尾張学区 |

## 交通
- 愛知県道70号名古屋十四山線
- 愛知県道103号境政成新田蟹江線
- 愛知県道106号鳥ヶ地名古屋線

## 施設
- 畑中秋葉神社

## その他

### 日本郵便
- 郵便番号 : 455-0879[3]（集配局：名古屋港郵便局[8]）。